# دیمیترو براگیش
دیمیترو براگیش (انگلیسی: Dumitru Braghiș؛ زادهٔ ۲۸ دسامبر ۱۹۵۷) سیاست‌مدار اهل مولداوی است. وی از ۲۱ دسامبر ۱۹۹۹ تا ۱۹ آوریل ۲۰۰۱ نخست‌وزیر این کشور بود.